# Араки, Абдулла
Абдулла Араки — иранский военачальник, бригадный генерал.
Заместитель командующего Сухопутными силами КСИР. Назначен на эту должность в 2009 году после гибели во время теракта предыдущего заместителя — бригадного генерала Нур-Али Шуштари. Ранее, с 2008 г., командовал бригадой «Mohammad Rasoul-Allah» — частями КСИР в провинции Тегеран.